# Мирослава
Миросла́ва (пол. Mirosława, чеш. Miroslava) — женское личное имя славянского происхождения, женская форма мужского имени Мирослав.

## Производные формы в русском языке
Производные формы: Мира, Слава.

## Именины
- 29 марта[3]
- 5 апреля[3]
- 5 мая[3]